# 痕跡量
| ウィキペディアには「痕跡量」という見出しの百科事典記事はありません（タイトルに「痕跡量」を含むページの一覧/「痕跡量」で始まるページの一覧）。 代わりにウィクショナリーのページ「痕跡量」が役に立つかもしれません。 |